# Чинкве Вје (Фрозиноне)
Чинкве Вје је насеље у Италији у округу Фрозиноне, региону Лацио.
Према процени из 2011. у насељу је живело 98 становника. Насеље се налази на надморској висини од 176 м.